# كارل ثوم
كارل ثوم (بالألمانية: Karl Thom)‏ هو سياسي ألماني، ولد في 19 مايو 1893 في فرايشتات في ألمانيا، وتوفي في 3 مارس 1945 في بالتييسك في روسيا.